# ميناوند (طالقان)
ميناوند هي قرية في مقاطعة طالقان، إيران. يقدر عدد سكانها بـ 186 نسمة بحسب إحصاء 2016.